# Musepack

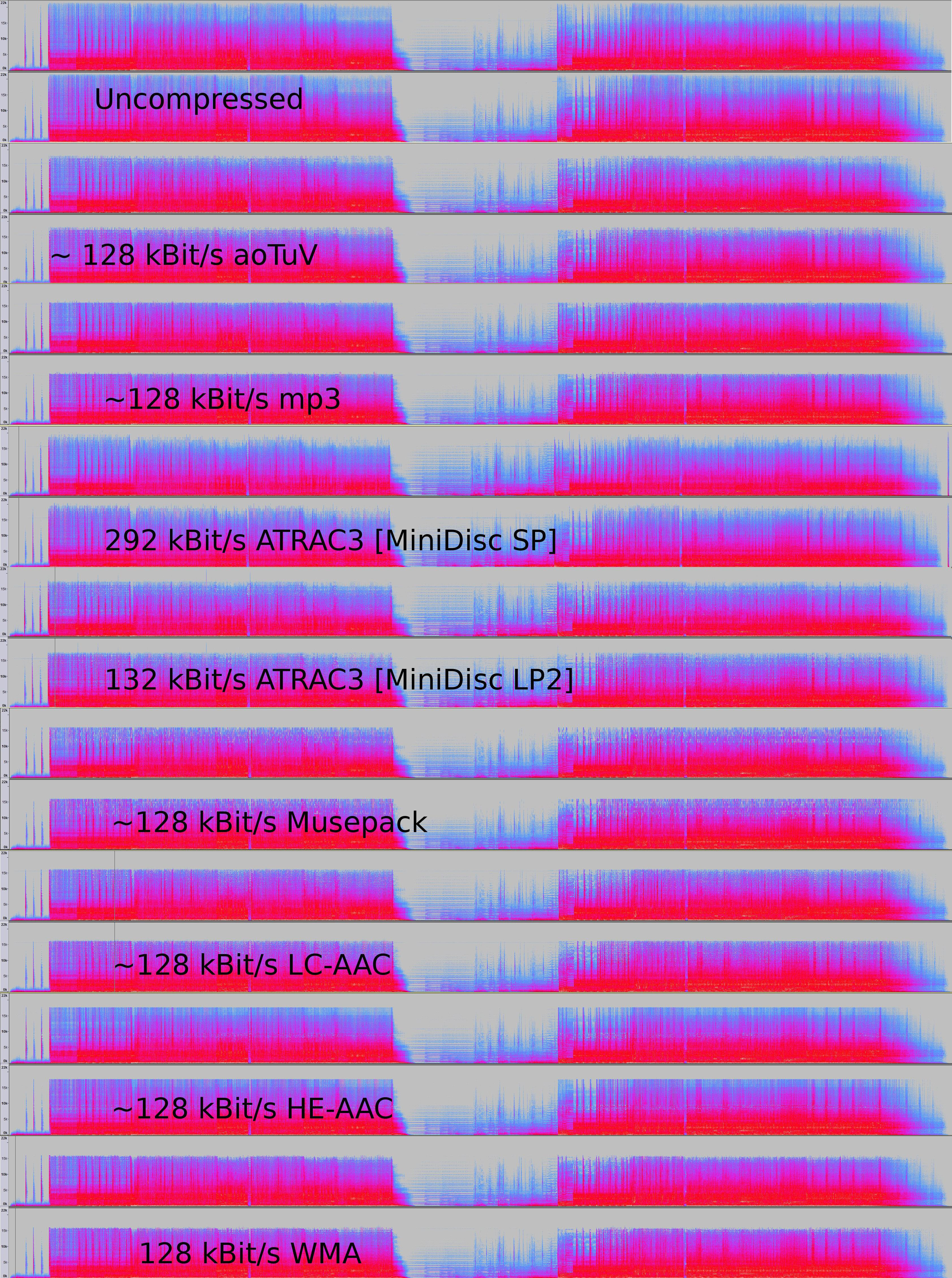

Musepack 또는 MPC는 160-180 kbit/s로 스테레오 오디오를 투명 압축하는 데 최적화된 개방형 손실 압축 오디오 코덱이다. 이전에는 MPEGplus, MPEG+, MP+로 알려졌다.